# Europastraße 14
Die Europastraße 14 (E 14) ist eine Europastraße, die sich in West-Ost-Richtung durch Norwegen und Schweden erstreckt. Sie beginnt in Trondheim in Norwegen und endet in Sundsvall in Schweden. Die E 14 hat eine Länge von etwa 461 km.

## Beschreibung der Wegführung

### Norwegen
Die Europastraße 14 beginnt in Trondheim in der Provinz Trøndelag und hat bei Stjørdal Anschluss an die Europastraße 6 nach Narvik. Nach etwa 80 Kilometer ist der Grenzübergang Storlien erreicht.

### Schweden
Die Europastraße 14 führt durch die historischen Provinzen Jämtland und Medelpad. In Östersund, der Hauptstadt Jämtlands, hat sie Anschluss an die Europastraße 45. Die Europastraße 14 endet an der Ostküste Schwedens bei Sundsvall, wo sie Anschluss an die Europastraße 4 hat.

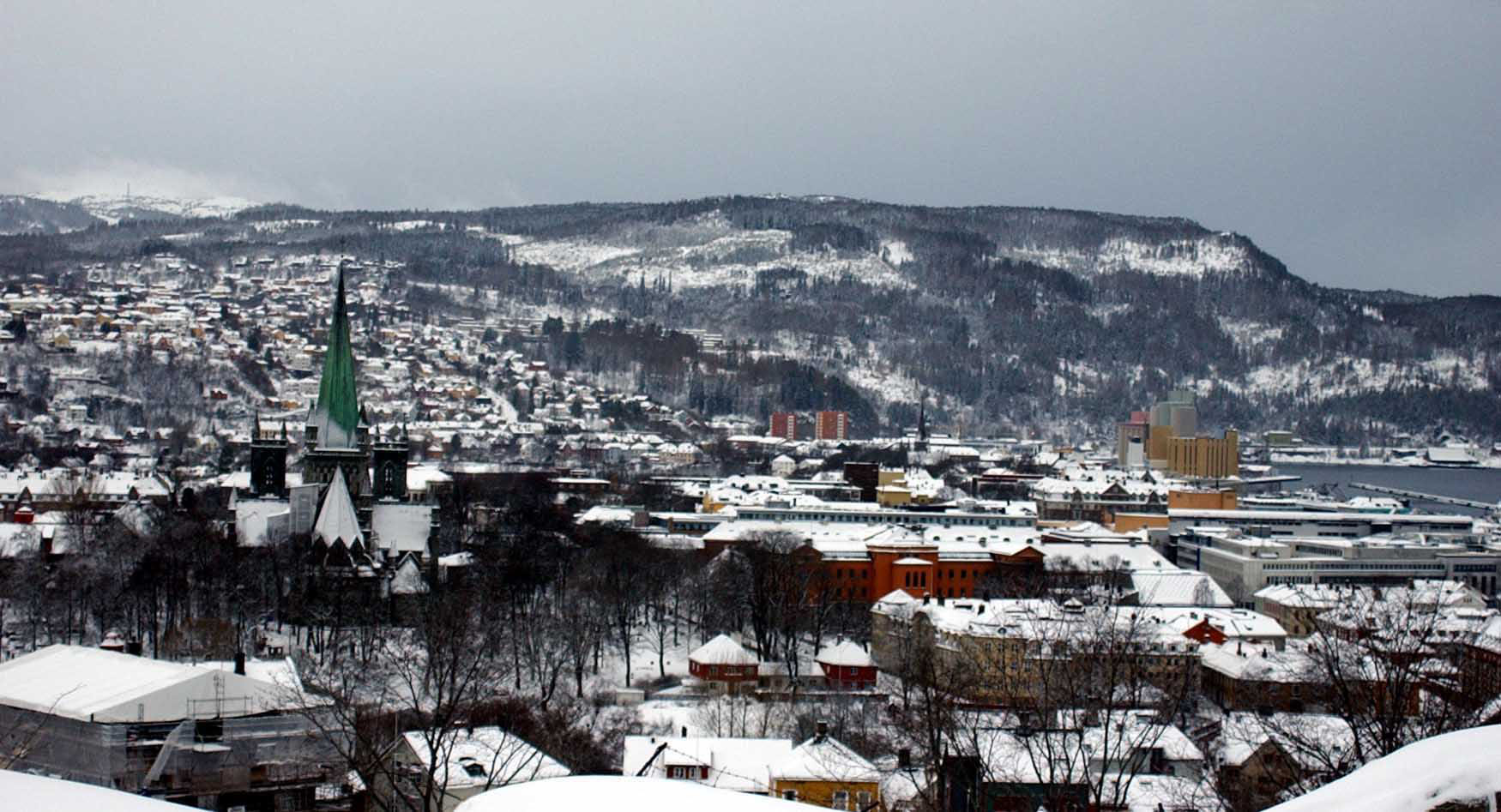
Die E 14 beginnt im norwegischen Trondheim
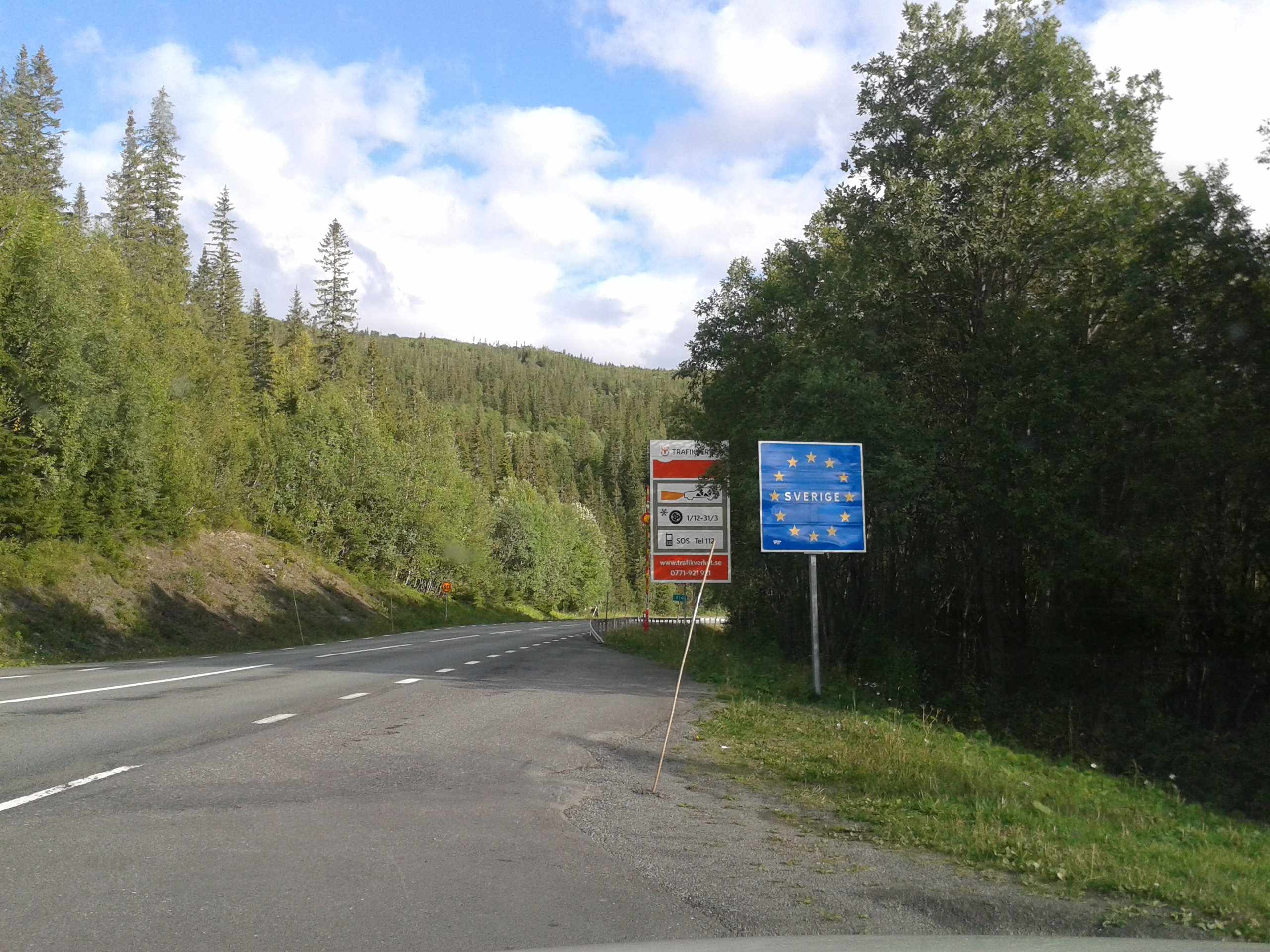
Grenzübergang bei Storlien
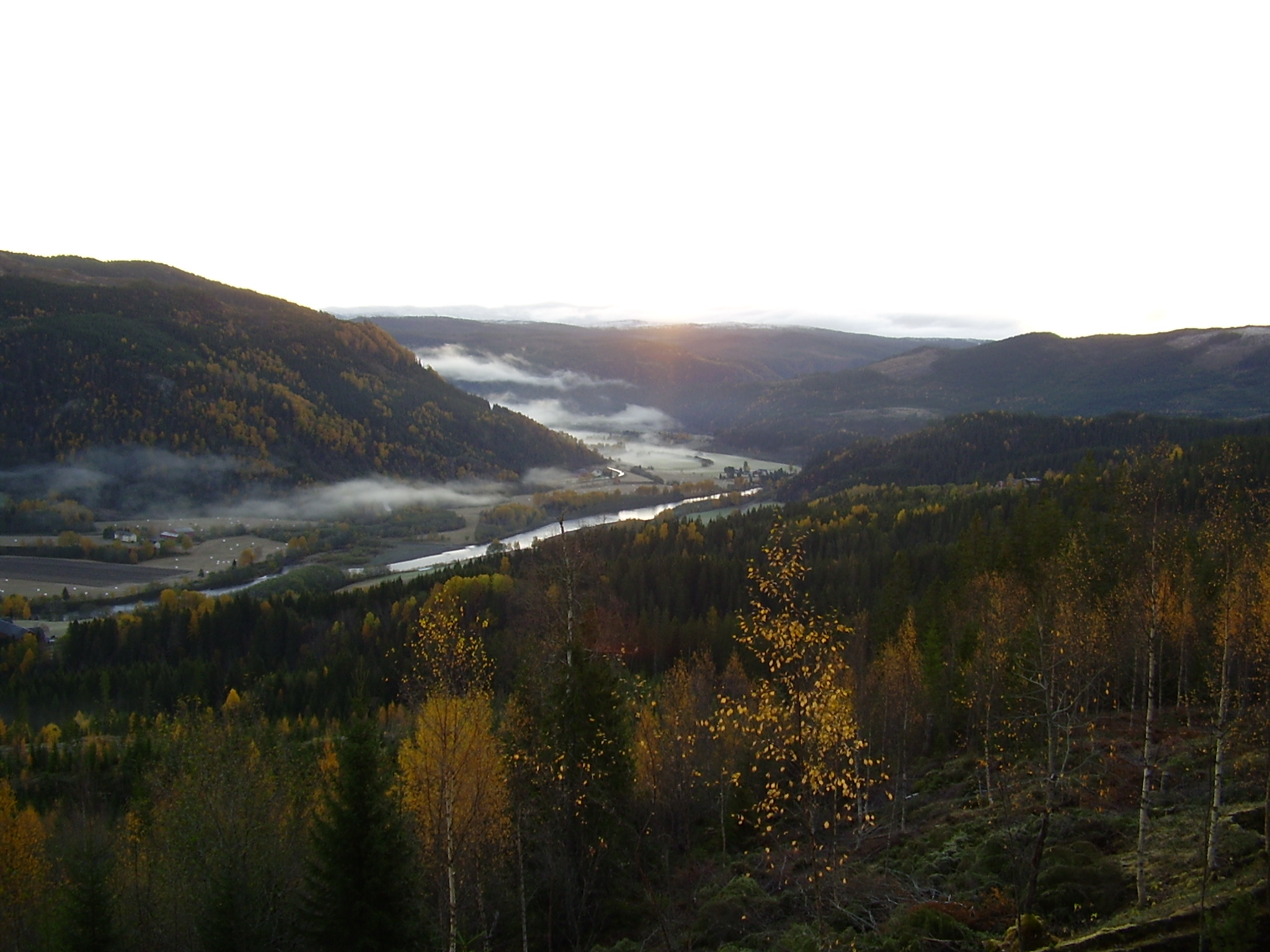
Die E14 führt durch Stjørdal zwischen Hegra und Meråker
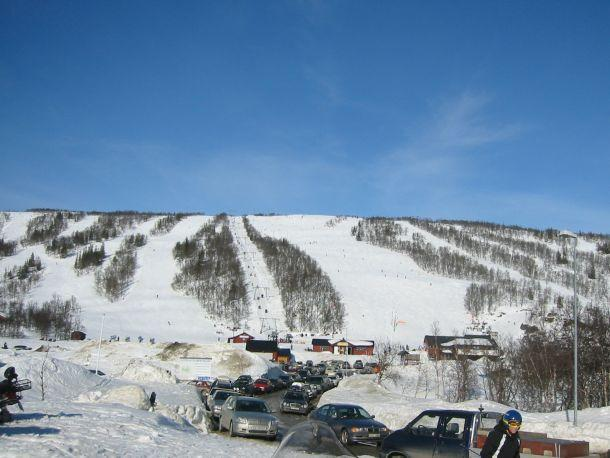
Storlien liegt etwa zwei Kilometer von der norwegischen Grenze entfernt
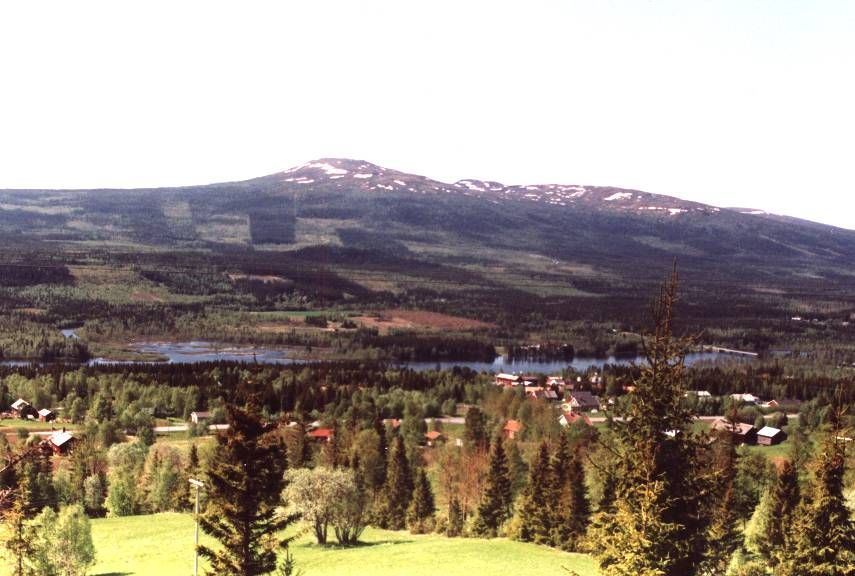
Das jämtländische Gebirge zwischen Järpen und Åre
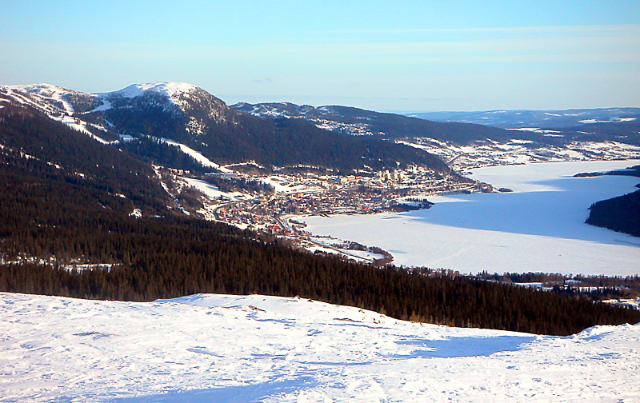
Åre am See Åresjön
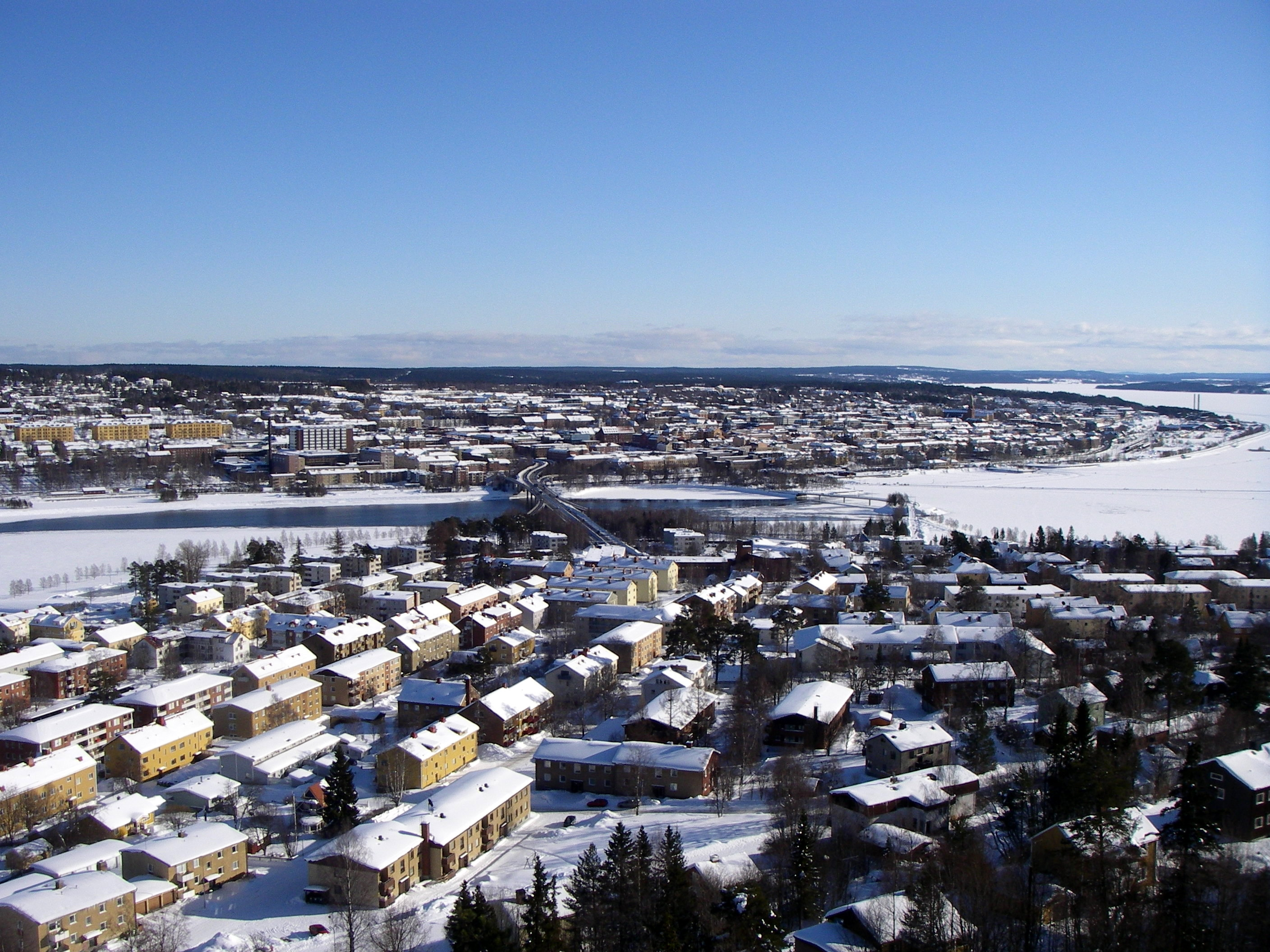
Östersund
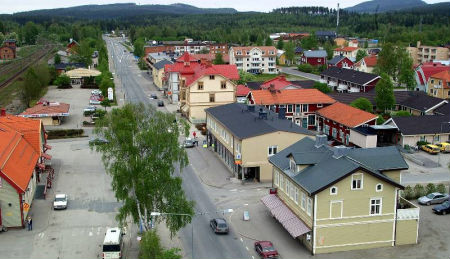
Die Europastraße führt durch Bräcke in Jämtland
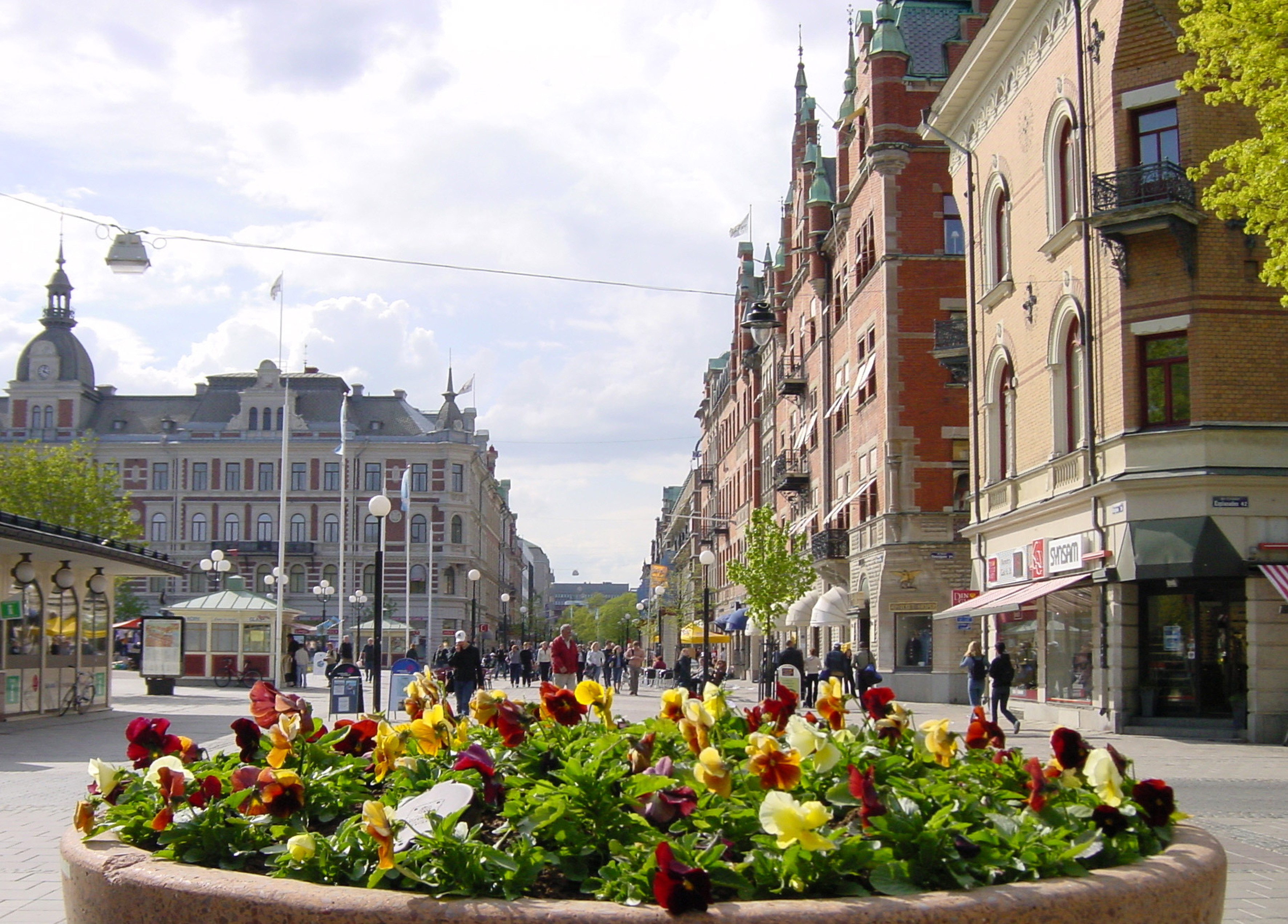
Sundsvall am Bottnischen Meerbusen